# Сивокінь Григорій Матвійович

Григорій Сивокінь

Сивокінь Григорій Матвійович (*10 серпня1931, с. Артемівка Чутівського р-ну Полтавської обл. — †9 грудня 2014, Полтава) — український літературознавець, доктор філологічних наук, член-кореспондент НАН України. Заслужений діяч науки і техніки України.

## Життєпис
Закінчив Харківський державний університет ім. О. М. Горького 1955, там-таки захистив кандидатську дисертацію (1961). Працював у багатотиражці, видавництвах Харкова і Києва, згодом в Інституті літератури ім. Т. Г. Шевченка НАН України.
Лауреат премії імені О. Білецького.

## Праці
- Давні українські поетики (1960, 2-ге вид. — 2001)
- Життєва переконливість героя (1965)
- Художня література і читач (1971)
- Друге прочитання" (1972)
- Визначеність таланту (1978)
- Динаміка новаторських шукань (1980)
- Одвічний діалог. Українська література і її читач від давнини до сьогодні (1984)
- Художній твір і літературний процес (1986)
- Від аналізу до прогнозу: Літературно-художній пошук і позиція критика (1990)
- Відповідальний редактор і один із авторів колективної роботи відділу теорії літератури «Самототожність письменника. До методології сучасного літературознавства» (1999).
- У вимірах сприймання: Теоретичні проблеми художньої літератури, її історії та функції (2006)